# دانييل كيلي
دانييل كيلي (بالإنجليزية: Daniel Kelly)‏ (و. 1883 – 1920 م) هو منافس ألعاب قوى، من الولايات المتحدة الأمريكية، ولد في بويبلو، شارك في ألعاب أولمبية صيفية 1908، توفي عن عمر يناهز 37 عاماً.

## روابط خارجية
- دانييل كيلي على موقع أوليمبيديا (الإنجليزية)